# Jean-Hubert Pahaut
Jean-Hubert Pahaut appelé aussi Hubert Pahaut et surnommé Le Roi Pahaut, né à Ogné (Sprimont) le 9 mars 1835 et mort à Liège le 1er mars 1914, est un syndicaliste belge.

## Biographie
En 1886, les grèves s'étendent dans le bassin industriel wallon. Les carriers de Sprimont se joignent au mouvement, conduits par Jean-Hubert Pahaut, ouvrier tailleur de pierre. Ils revendiquent entre autres la réduction de la journée de travail de 16 à 12 heures, le remplacement du calcul journalier par le calcul horaire du salaire et la limitation du système truck qui obligeait les ouvriers à acheter marchandises et provisions dans les magasins de leurs propres patrons aux prix fixés par ces derniers.
- 9 avril : début de la grève.
- du 12 au 15 avril : arrestation et détention de Jean-Hubert Pahaut pour incitation à la grève.
- 20 avril : début des négociations.
- 24 mai : les négociations n'ayant pas abouti, Jean-Hubert Pahaut sur un cheval blanc mène dans les rues de Liège un cortège de 400 à 500 carriers prêts à en découdre. Il est dès lors surnommé le Roi Pahaut. Les patrons poussés par le gouverneur de la province de Liège sont contraints d'arriver à un accord.
- juin : condamné à un mois de prison à la suite de son arrestation d'avril, il est finalement acquitté en appel. Les patrons carriers finissent par accepter plusieurs revendications ouvrières et de meilleures conditions de travail appelées le Règlement Pahaut qui sont appliquées à l’ensemble du bassin liégeois.

Jean-Hubert Pahaut rallie alors le Parti ouvrier belge naissant et contribue à l’émergence d’une dizaine de structures syndicales. 
De 1890 à 1891, il préside la Société syndicale des Carriers sprimontois tout en poursuivant son travail d'ouvrier carrier.

## Reconnaissance
À Sprimont, la rue du Roi Pahaut située près des carrières lui rend hommage.

## Source et lien externe
- « Jean-Hubert Pahaut / Connaître la Wallonie », sur wallonie.be (consulté le 19 novembre 2021).